# Felix Sproß
Felix Sproß, född 23 mars 1997 i Minden, är en tysk handbollsspelare som spelar för HSG Konstanz. Han spelar främst som mittnia, men har även spelat som vänstersexa.

## Biografi
Sproß är son till den tidigare handbollsspelaren och tränaren Joachim Sproß. Han började som ung spela handboll i GWD Minden och TSV Hahlen. Sproß spelade därefter för ESV Weil am Rhein och sedan för de schweiziska klubbarna Basel Titans, RTV 1879 Basel och TV Birsfelden. Som 15-åring flyttade Sproß till handbollsakademin i TV Großwallstadt.
2016 flyttade Sproß till tredjedivisionsklubben TV Kirchzell. Inför säsongen 2017/2018 gick han till HSC 2000 Coburg. Sproß spelade fyra år i Coburg och var med om att föra upp klubben i Bundesliga.
Inför säsongen 2021/2022 blev Sproß klar för spel i IFK Ystad. Klubben åkte ur Handbollsligan under säsongen och inför säsongen 2022/2023 skrev han på ett tvåårskontrakt med OV Helsingborg. Efter en säsong lämnade han OV Helsingborg, som också åkte ur Handbollsligan, för den tyska tredjedivisionsklubben HSG Konstanz.